# Hasslöv
Hasslöv is een dorp met 242 inwoners (2005) in de gemeente Laholm in de provincie Halland in het Zuiden van Zweden. Het dorp heeft een oppervlakte van 45 hectare.

## Verkeer en vervoer
Bij de plaats loopt de Länsväg 115. Drie kilometer westelijker ligt de E6/E20.
Ala · Allarp · Edenberga · Genevad · Hasslöv · Hishult · Knäred · Laholm · Lilla Tjärby · Mellbystrand · Ränneslöv · Skottorp · Skummeslövsstrand · Vallberga · Våxtorp · Veinge · Ysby